# Claude Duplain
Pour les articles homonymes, voir Duplain.
Claude Duplain (né le 10 janvier 1954) est un entrepreneur et homme politique fédéral du Québec.

## Biographie
Né à Saint-Raymond dans la région de la Capitale-Nationale, M. Duplain devint député du Parti libéral du Canada dans la circonscription fédérale de Portneuf en 2000. Il fut défait en 2004 par le bloquiste Guy Côté.
Durant son passage à la Chambre des communes, il fut secrétaire parlementaire du ministre de l'Agriculture et de l'Agroalimentaire en 2003.
Il devient maire de Saint-Raymond en 2021.